# Pieter Oud

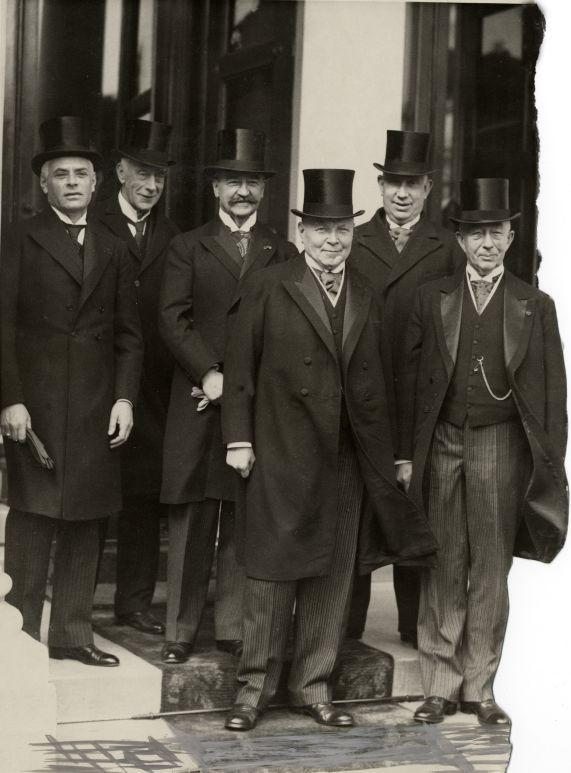
Oud bij het aantreden van het tweede Kabinet-Colijn, links op de foto, 1933)

Pieter Jacobus (Pieter, Piet) Oud (Purmerend, 5 december 1886 – Rotterdam, 12 augustus 1968) was een Nederlands politicus en geschiedschrijver. Hij was lid van de Tweede Kamer voor de Vrijzinnig-Democratische Bond (VDB, in de jaren 1917-1933 en 1937-1938) en voor de VVD (1948-1963), onder meer als fractievoorzitter voor die partijen. Verder was hij minister van Financiën (1933-1937) en burgemeester van Rotterdam (1938-1941, 1945-1952).
Hij was op 9 februari 1946 een van de oprichters en hoofdbestuurslid van de Partij van de Arbeid waarvan hij lid bleef tot 3 oktober 1947. Met Dirk Stikker richtte hij op 24 januari 1948 de VVD op. Hij werd op 9 november 1963 benoemd tot Minister van Staat. De architect Jacobus Johannes Pieter Oud was zijn broer.

## Levensloop
Na een rechtenstudie begon Oud zijn loopbaan als kandidaatnotaris en belastingontvanger en werd in 1917 op dertigjarige leeftijd in de Tweede Kamer gekozen als lid van de Vrijzinnig-Democratische Bond. Dit bleef hij tot 1933. In 1911 liet hij zich inwijden in de Haagse loge L'Union Royale, waarmee hij toetrad tot de Orde der Vrijmetselaren. In 1912 maakte hij echter de overstap naar de Helderse loge Willem Frederik Karel ten gevolge van zijn detachering op Texel. Hij trad in 1933 met Henri Marchant, de lijsttrekker van de VDB, toe tot het crisiskabinet-Colijn; als minister van Financiën voerde hij een stringent bezuinigingsbeleid. Overigens was Oud ook de man die een verdere loopbaan van Marchant blokkeerde, toen in 1935 bekend was geworden dat deze tot het rooms-katholicisme was overgegaan. Na de verkiezingen van 1937 wilde Colijn weer doorregeren met Oud en zijn VDB, maar dat werd door de RKSP tegengehouden en Oud ging weer terug naar de Kamerbankjes. Per 15 oktober 1938 werd hij echter benoemd tot burgemeester van Rotterdam, waar hij, als de grote bezuiniger, kil werd ontvangen.
Toen na de Kristallnacht op 9 november 1938 tot Oud doordrong hoe serieus de Jodenvervolgingen in Duitsland waren, gelastte hij de voetbalwedstrijd Nederland-Duitsland, die een maand later zou worden gespeeld, af. Dit tot woede van de KNVB alsook de Nationaal-Socialistische Beweging (NSB) in de Tweede Kamer, die geen been zagen in het Horst Wessellied en de andere nationaalsocialistische symboliek. Oud echter hield ook rekening met relletjes tussen voor- en tegenstanders van de nazi's en hield voet bij stuk.
Het begin van de Tweede Wereldoorlog bracht het bombardement van Rotterdam (14 mei 1940) waarbij het centrum van de stad in puin werd gelegd. De Duitse bezetter zag in hem geen bedreiging en daarom kon Oud aanblijven als burgemeester. Snel na de capitulatie begon burgemeester Oud leiding te geven aan het opbouwwerk. In de gemeenteraad kwam hij regelmatig in botsing met het enige raadslid van de NSB. In juni 1941 liet hij deze door een paar politiemannen uit een vergadering verwijderen. Verschillende NSB'ers namen wraak door de burgemeester een maand later op zijn werkkamer te overmeesteren en fotografeerden hem vervolgens, nadat ze de burgemeester een schortje met daarop een pentagram, het symbool van de Vrijmetselarij, hadden omgedaan. Dit was voor Oud reden om zijn ontslag in te dienen. Desondanks vonden sommigen dat Oud al te ver was meegegaan door zijn samenwerking met de Duitse bezetter. Tot het eind van de oorlog was de NSB'er Frederik Ernst Müller burgemeester van Rotterdam.
Kort voor zijn aftreden werd Oud opgelicht door de verrader Anton van der Waals. Deze deed zich onder de naam Cranendonk voor als een Engelse geheim agent, met nauwe contacten met de Sicherheitsdienst. Volgens Van der Waals waren de Duitsers erop uit om de burgemeester te arresteren. Hij kon Oud echter naar Engeland helpen vluchten. Oud nam hem serieus en gaf Van der Waals twaalfduizend gulden voor de aankoop van een boot. De V-man kwam vervolgens telkens met uitvluchten waardoor Oud uiteindelijk afhaakte. Van der Waals Duitse opdrachtgever eiste dat hij de twaalfduizend gulden aan hen zou overhandigen, maar volgens hem was het gestolen tijdens een inbraak. De Duitsers lieten het er maar bij zitten, omdat Van der Waals te belangrijk voor hen was.
Gedurende de oorlogsjaren besteedde Oud zijn tijd aan het schrijven van zijn boeken, maar hij hield ook contact met belangrijke mensen uit het Rotterdamse bedrijfsleven en bestuur. Op 7 mei 1945 werd Oud weer burgemeester en bleef dat tot 1952. Oud was als lid van de politieke commissie van het Nationaal Comité Handhaving Rijkseenheid tegen de onafhankelijkheid van Indonesië. Zijn tijd als burgemeester stond in het teken van de wederopbouw van de Rotterdamse haven en stad.
Na de oorlog was Oud korte tijd lid van de PvdA, maar hij voelde zich daarin toch niet thuis. Hij richtte op 4 oktober 1947 met meerdere oud-VDB-leden het Comité ter voorbereiding van een Democratische Volkspartij (kortweg Comité-Oud) op. Dat ging op 24 januari 1948 samen met de Partij van de Vrijheid van Dirk Stikker en vormde de Volkspartij voor Vrijheid en Democratie (VVD). Onder zijn leiding werd dit de derde politieke groepering van het land. Oud gold in de Kamer als een kenner van het staats- en parlementsrecht.

## Straatnamen
In Nederland zijn in veel plaatsen straten naar Oud genoemd, onder meer in Amsterdam, Almere, Arnhem, Geervliet, Gorinchem, 's-Hertogenbosch, Papendrecht, Pijnacker, Purmerend, Utrecht, Woerden, Zwolle, Zwijndrecht en uiteraard in Rotterdam. In die stad loopt de Burgemeester Oudlaan in Kralingen van de 's-Gravenweg naar de Honingerdijk.

## Oud in fictie
De schrijfster Dorinde van Oort publiceerde in 2006 een sleutelroman Vrouw in de schaduw, een mengeling van fictie en feiten, waarin Pieter Oud en zijn broer Ko, de architect, als historische personen worden opgevoerd in samenhang met de oudtante van Van Oort, Annetje Beets.

## Werken
P.J. Oud schreef enkele omvangrijke werken over de parlementaire geschiedenis:
- Honderd jaren: hoofdzaken der Nederlandsche staatkundige geschiedenis, 1840-1940, 1946, Uitgeverij Van Gorcum te Assen (vanaf 1990: Staatkundige vormgeving in Nederland, deel 1 1840-1940, deel 2 de tijd na 1940, Staatkundige vormgeving in Nederland Deel 1: 1840-1940; Deel 2: de tijd na 1940, door P.J. Oud, bewerkt door J. Bosmans, Uitgeverij Van Gorcum te Assen, ISBN 9023224841 & ISBN 9789023224846, respectievelijk ISBN 90-232-2990-8.
- Het Jongste Verleden. Parlementaire Geschiedenis van Nederland 1918-1940 (zes delen), 1968, Uitgeverij Van Gorcum te Assen
- Het constítutioneel recht van het Koninkrijk der Nederlanden, 1967, Uitgeverij Tjeenk Willink

## Onderscheidingen
- Ridder in de Orde van de Nederlandse Leeuw (29 augustus 1925)
- Commandeur in het Legioen van Eer (15 maart 1950)[5]
- Ridder Grootkruis in de Orde van Oranje-Nassau (21 juni 1957)